# Pterycombus
Pterycombus is een geslacht van straalvinnige vissen uit de familie van zilvervissen (Bramidae). Het geslacht is voor het eerst wetenschappelijk beschreven in 1837 door Fries.

## Soorten
- Pterycombus brama Fries, 1837 – Zilverbraam
- Pterycombus petersii (Hilgendorf, 1878)